# Saazer Tor

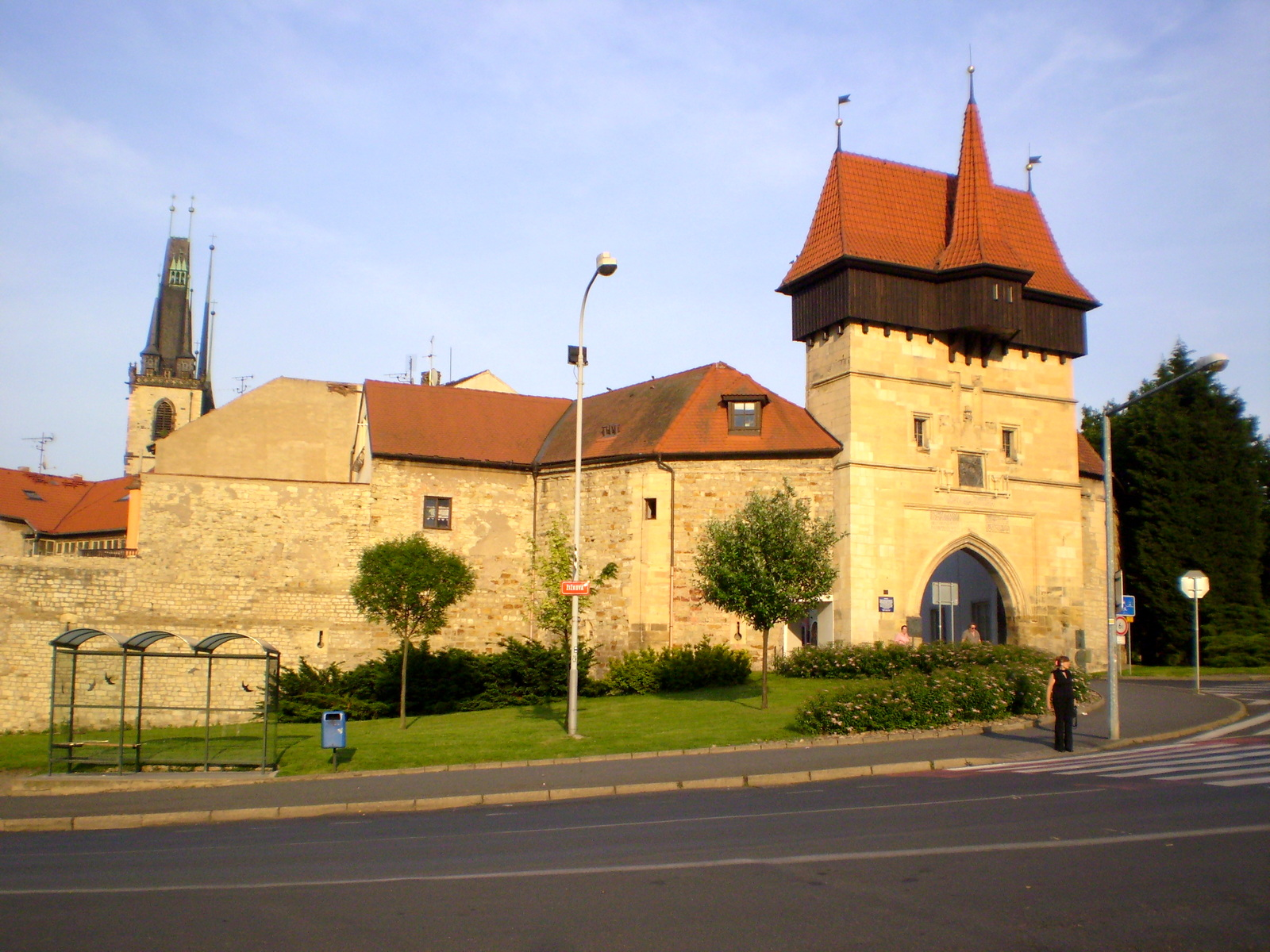
Saazer Tor

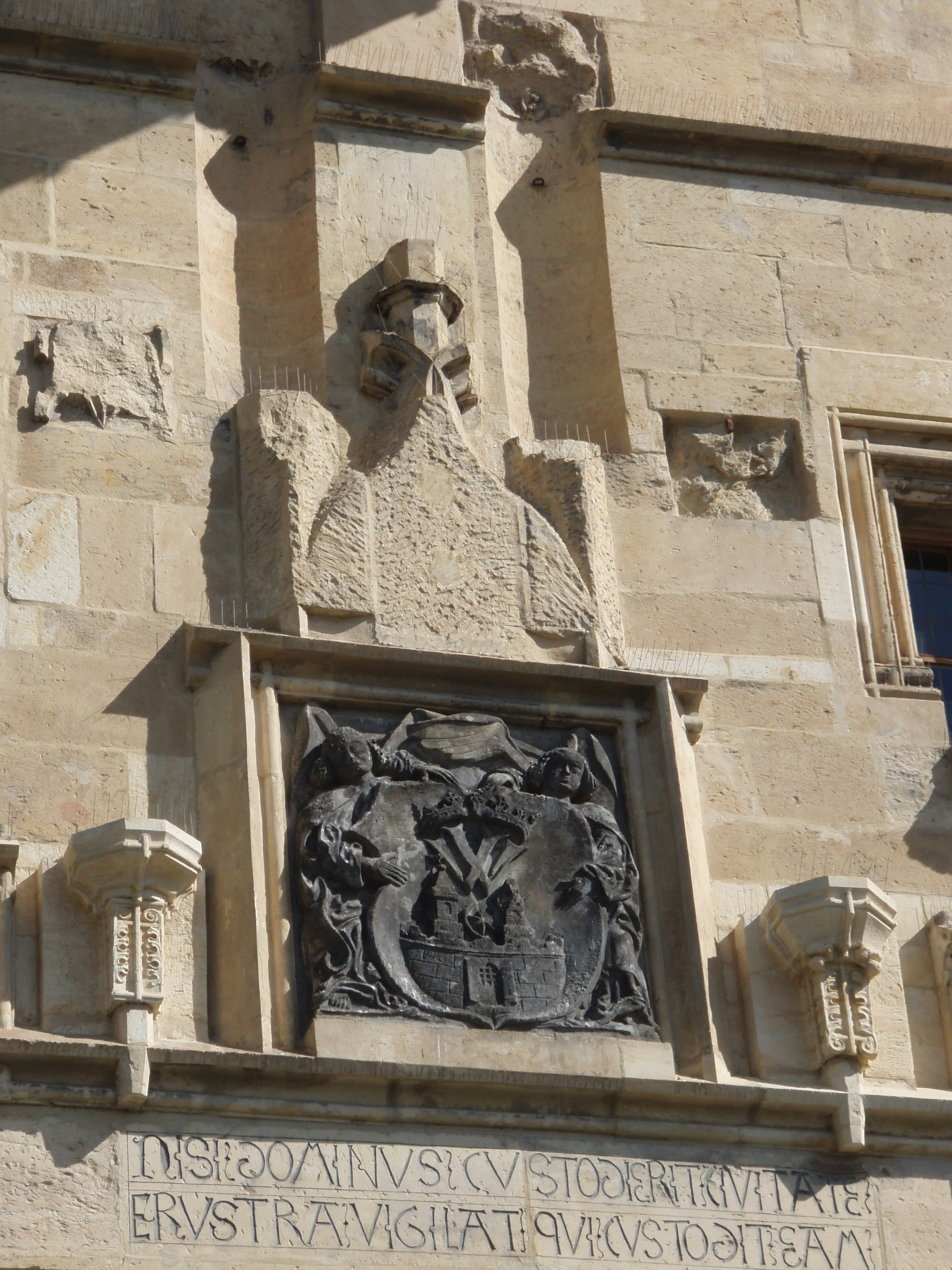
Wappen

Das Saazer Tor (tschech. Žatecká brána) in Louny (deutsch Laun), der Bezirksstadt des Okres Louny im Ústecký kraj in Tschechien, wurde im Jahr 1500 errichtet. Das Stadttor ist ein geschütztes Kulturdenkmal.

## Geschichte
Das Žatec-Tor wurde als Teil der mittelalterlichen Stadtbefestigung errichtet, die im Laufe des 15. Jahrhunderts entstand. Laut Inschrift an der Stirnseite des Tores wurde der Bau im Jahr 1500 abgeschlossen. Es war ein Vortor für ein weiter in Ostrichtung in der Žatecká-Straße sich befindenden Tors, das wohl im 19. Jahrhundert abgerissen wurde.